# STS-41-G
（原先编号STS-17）是历史上第十三次航天飞机任务，也是挑战者号航天飞机的第六次太空飞行。

## 任务成员
- 罗伯特·克里彭（Robert Crippen，曾执行、以及任务），指令长
- 乔恩·麦克布莱德（Jon A. McBride，曾执行任务），飞行员
- 凯瑟琳·萨利文（Kathryn D. Sullivan，曾执行、以及任务），任务专家
- 萨莉·莱德（Sally Ride，曾执行以及任务），任务专家
- 大卫·里茨马（David C. Leestma，曾执行、以及任务），任务专家
- 馬克·加諾（Marc Garneau，加拿大宇航员，曾执行、以及任务），有效载荷专家
- 保罗·斯库里·巴瓦（Paul D. Scully-Power，曾执行任务），有效载荷专家

## 替补有效载荷专家
- 罗伯特·瑟斯克（Robert Thirsk，曾执行任务）